# العقيقة (القطن)

'

تعديل مصدري - تعديل

العقيقة هي إحدى قرى عزلة القطن بمديرية القطن التابعة لمحافظة حضرموت، بلغ تعداد سكانها 73 نسمة حسب تعداد اليمن لعام 2004.